# 比利基
49°15′3″N 34°15′59″E / 49.25083°N 34.26639°E

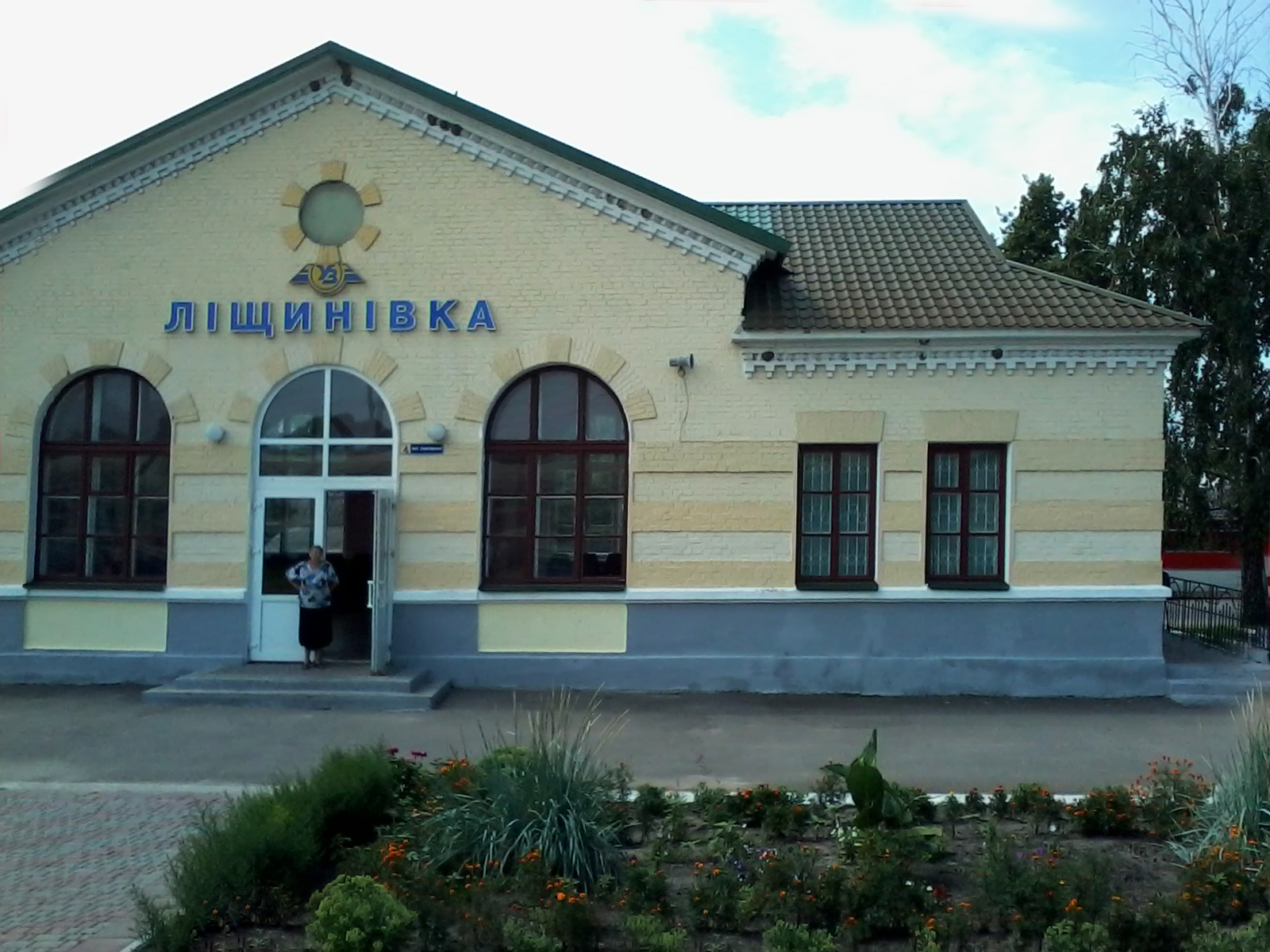
火车站

比利基（羅馬化：Bilyky），或按俄語译为别利基，是烏克蘭中部波爾塔瓦州波爾塔瓦區比利基市镇内的市級鎮及其行政中心。處於科贝利亚基以北33公里和波爾塔瓦西南面54公里，始建於1636年，海拔高度81米，2014年人口5,151。

## 備註
1. ↑  俄语：，羅馬化：Beliki